# Satrap

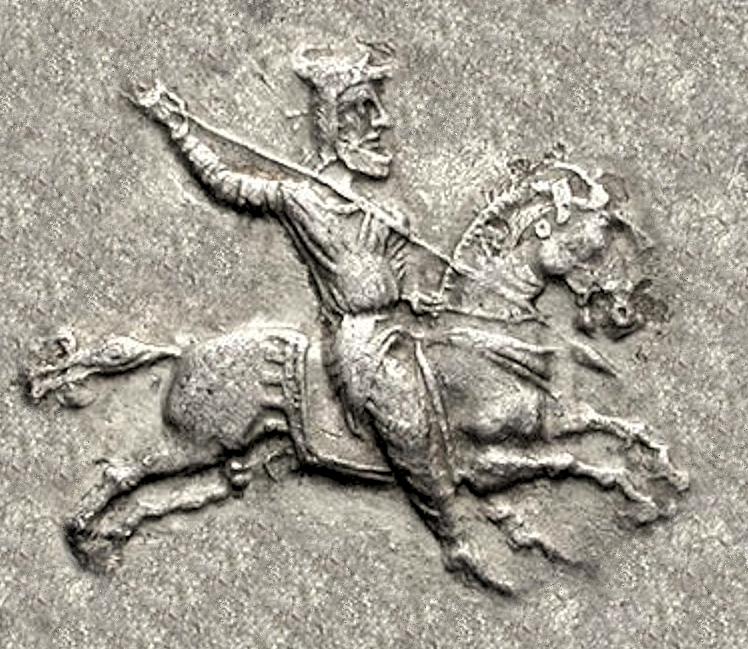
Persisk satrap till häst.

Satrap (fornpersiska: khšaçapavan) var titeln för provinsståthållarna i det forntida Persien.
Det persiska (akemenidiska) riket delades in i mindre provinser, satrapier, som var och en styrdes av en satrap, "skyddare av landet". Antalet varierade från 20 till 28 och systemet med satraper varade från cirka 550 f.Kr. till 330 f.Kr. 
Ståthållarskapen omfattade ofta flera olika folk, medan äldre stater som införlivats med riket – såsom Medien, Lydien och Babylonien – var indelade i två satrapier vardera. Satrapierna sönderföll i sin tur i mindre områden under särskilda hövdingar.
Satrapernas ämbetsuppgift omfattade hela provinsens förvaltning och rättskipning samt överbefälet över dess trupper. Även politiskt kunde en satrap självständigt träda i förbindelse med främmande makter. För att förhindra att satraperna utnyttjade sin maktposition bevakades de av kungliga sändebud, som bara ansvarade inför kungen själv. 
Alexander den store bytte under 330-talet f.Kr. ut de persiska ämbetsmännen mot makedonska.